# Gare de Saint-Jacut
La gare de Saint-Jacut (dite parfois gare de Saint-Jacut-les-Pins) était une gare ferroviaire française de la ligne de Savenay à Landerneau, située sur le territoire de la commune de Saint-Jacut-les-Pins, dans le département du Morbihan en région Bretagne.
Elle est mise en service en 1862 par la compagnie du chemin de fer de Paris à Orléans (PO).
Cette ancienne gare, toujours située sur une ligne en service, est fermée et désaffectée, la presque totalité des infrastructures ferroviaires spécifiques ayant disparu.

## Situation ferroviaire
Établie à 29 mètres d'altitude, la gare de Saint-Jacut était située au point kilométrique (PK) 519,905 de la ligne de Savenay à Landerneau, entre les gares de Redon et de Malansac.

## Histoire
La gare de Saint-Jacut, située à 2 km du bourg vers Redon, est mise en service, sur une portion droite, à l'occasion de l'ouverture du tronçon, à voie unique jusqu'à Lorient de la ligne de Savenay à Landerneau le 26 septembre 1862. Ce même jour, la création du nœud ferroviaire de Redon, avec l'ouverture de la ligne de Rennes à Redon, permet la desserte de la Bretagne sud par des trains en provenance de Paris. Elle comporte les infrastructures et notamment un bâtiment voyageurs type de cette ligne, identique à celui encore existant de la gare de Malansac.
En septembre 1863, la ligne est prolongée jusqu'à Quimper. La deuxième voie est ouverte par tronçons, en 1888 entre Redon et Vannes, en 1900 entre Vannes et Lorient puis Lorient et Quimper. 
En 1912, la Compagnie du PO fournit au Conseil général un tableau des « recettes au départ » de ses gares du département, la « gare de Saint-Jacut » totalise 30 111 francs, ce qui la situe à la 22e place sur les 30 gares ou stations.
En 1934, les express partent de la gare Montparnasse au lieu de la gare d'Orsay et c'est en 1991 et 1992 que la ligne est électrifiée de Rennes à Quimper.
La gare est, dans un premier temps, fermée au profit d'un point d'arrêt SNCF, en accès libre, plus proche du bourg, à proximité du pont ferroviaire au-dessus de la route départementale 137. Cet arrêt est également fermé.

## Patrimoine ferroviaire
En 2013, le quartier de la gare, suffisamment important pour être signalé par des panneaux routiers de ville, est devenu essentiellement résidentiel. Une Zone Industrielle de la Gare est située un peu plus loin de l'autre côté de la ligne enjambée par un pont. 
Il ne subsiste que des vestiges de l'ancienne gare ; l'emplacement est clos par un grillage. Il reste l'abri de quai situé à l'origine face au bâtiment voyageurs qui a été détruit, et les deux quais situés de part et d'autre des deux voies toujours en service. Typique des bâtiments dessinés par l'architecte Vestier, pour la compagnie du PO, il est conforme au style développé pour seize des gares de la ligne, c'est-à-dire une alternance de lignes rouges et blanches à base de briques et pierres blanches.

Vestiges de la gare en 2009
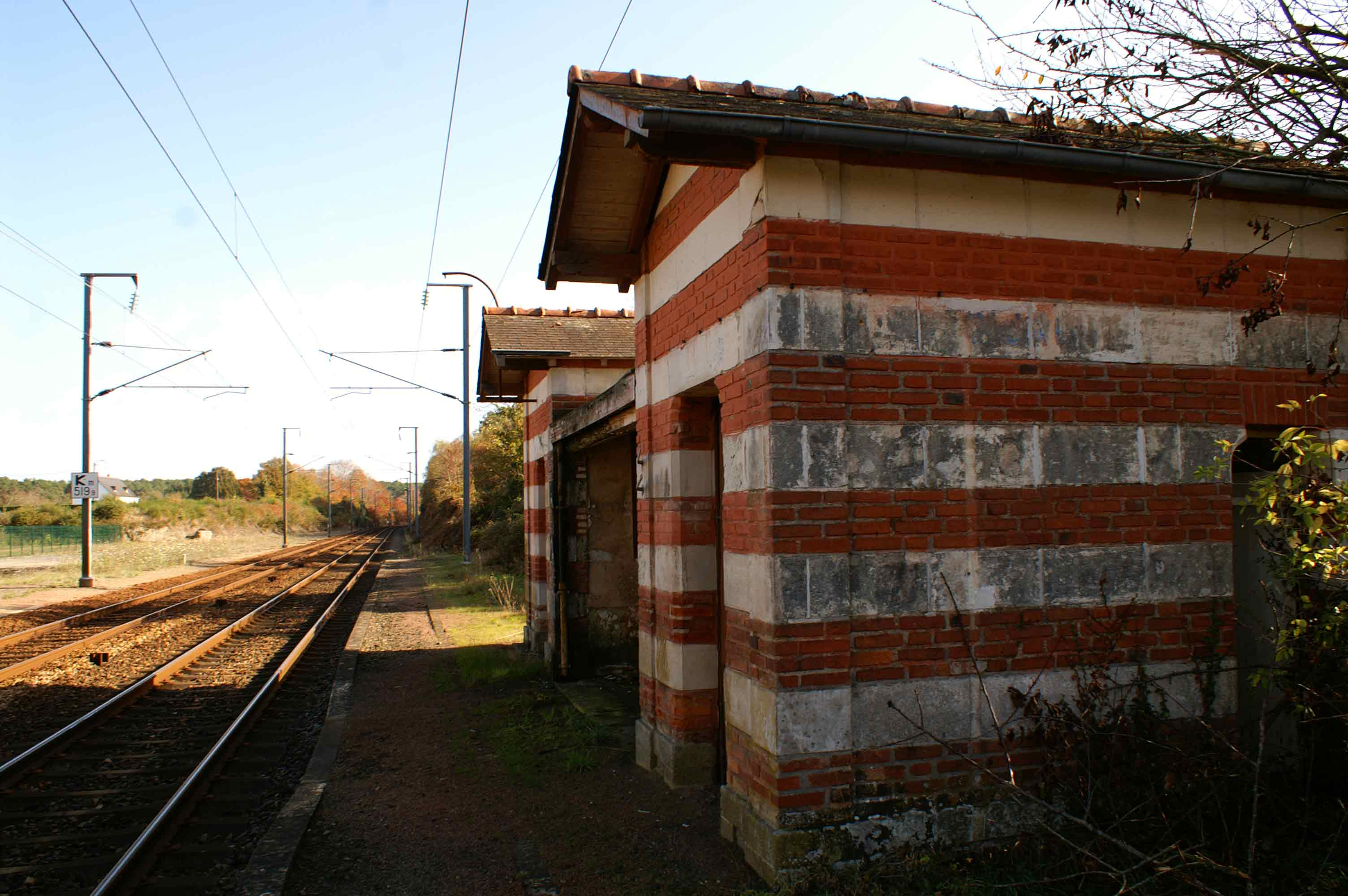
Abri de quai, voies vers Redon.
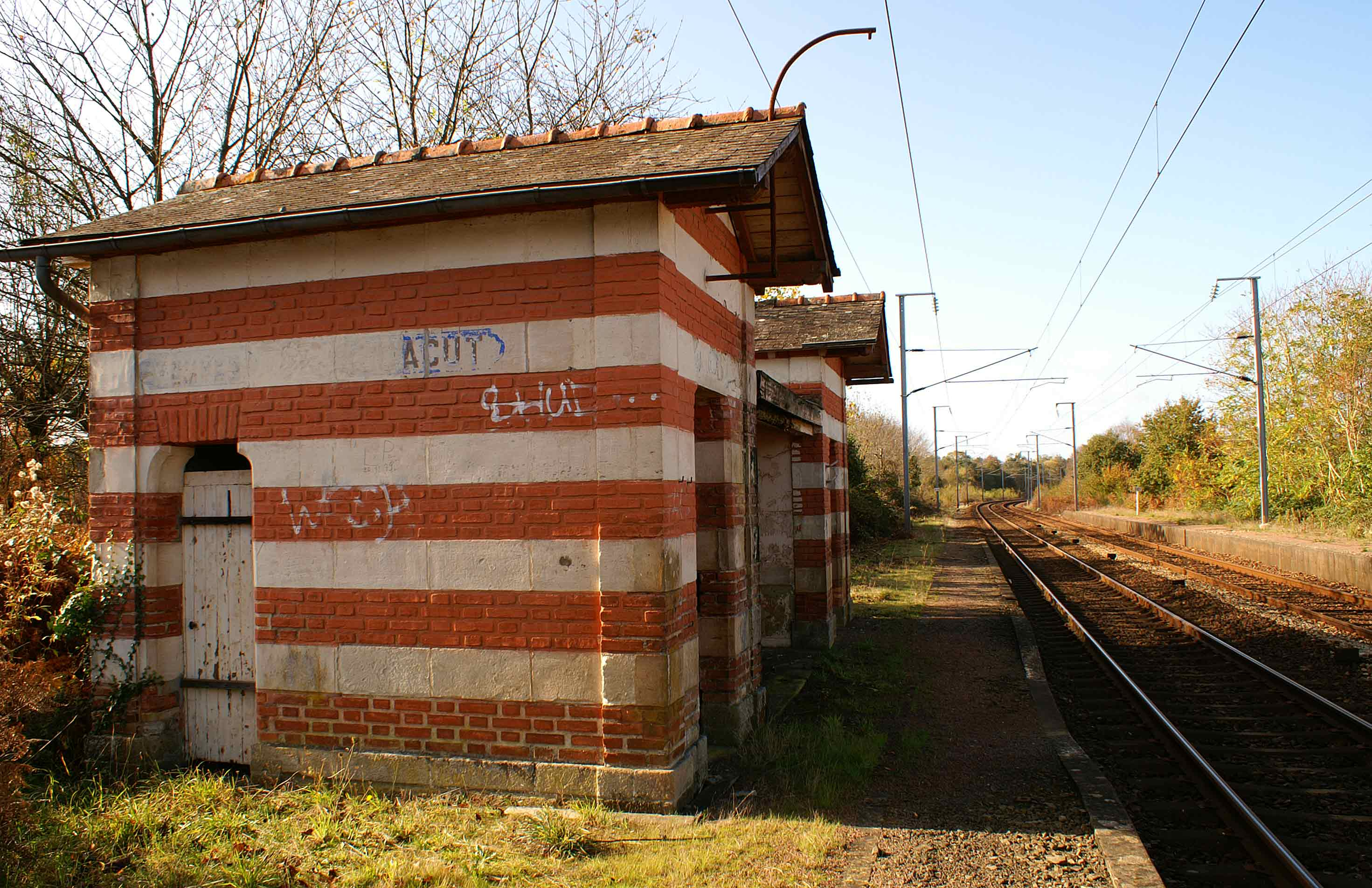
Abri de quai, voies vers Vannes.
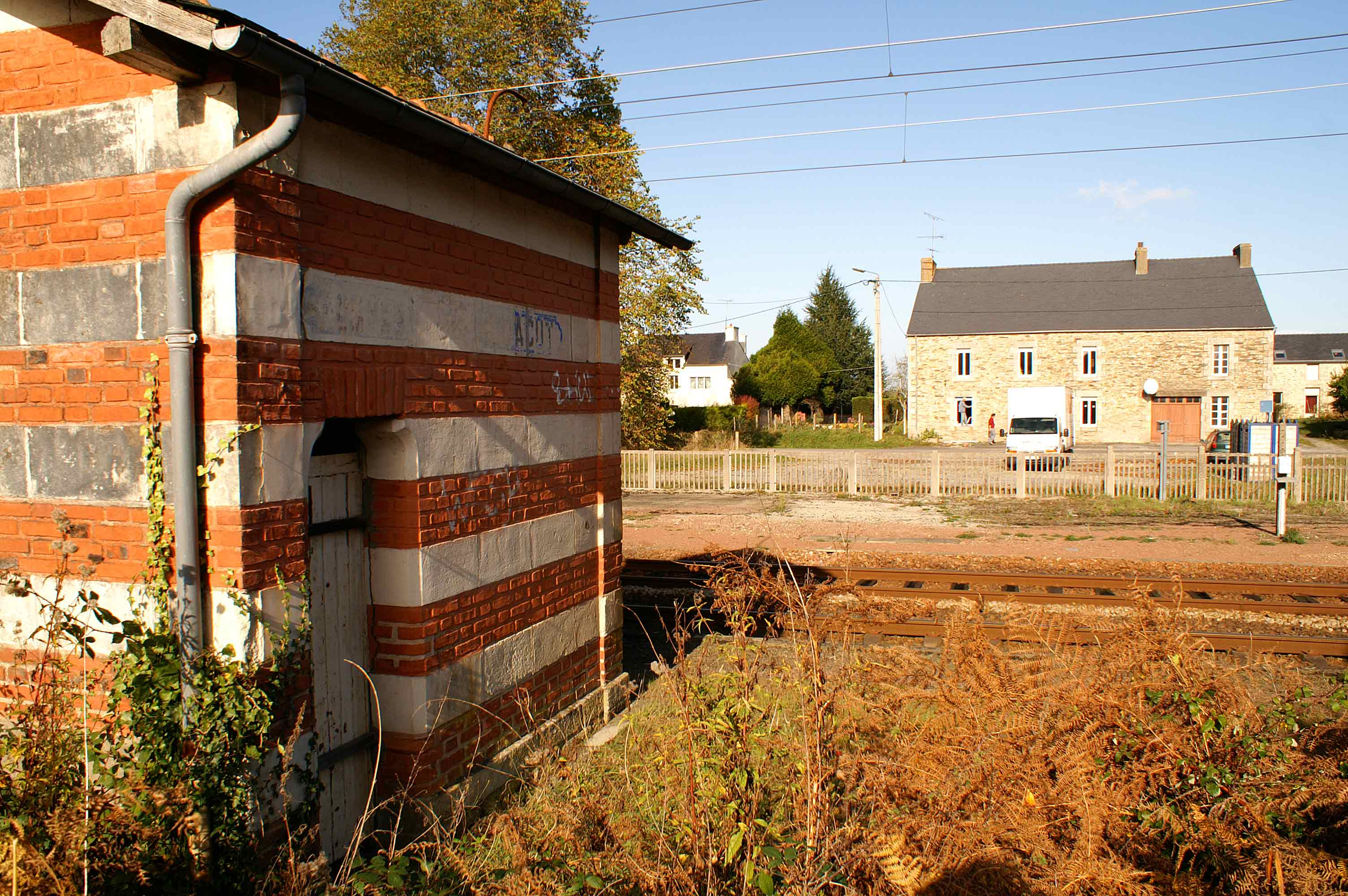
Maisons du quartier de la gare.

## Projet ferroviaire
Un projet d'une « décentralisation » de l'activité fret ferroviaire de la gare de Redon à Saint-Jacut-les-Pins, près de la ZI de la gare, a été évoqué en 2009.

### Iconographie
- Saint-Jacut-les-Pins - La Gare, Gaby, 1950 (carte postale ancienne).